# Venetia Phair
Venetia Katherine Douglas Phair geborene Burney (* 11. Juli 1918 in England; † 30. April 2009 in Banstead) schlug den Namen des 1930 von Clyde W. Tombaugh entdeckten Himmelskörpers Pluto vor. Sie war zu diesem Zeitpunkt elf Jahre alt und lebte in Oxford, England.

## Leben
Venetia Phair war die Tochter des Theologen Charles Fox Burney und seiner Frau Ethel Wordsworth Madan. Sie war die Enkelin von Falconer Madan (1851–1935) und die Großnichte von Henry Madan (1838–1901), der die Marsmonde Phobos und Deimos benannte.
Am 14. März 1930 saß sie bei ihrem Großvater am Frühstückstisch, als dieser aus der Times einen Artikel über die Entdeckung eines neuen, bislang namenlosen Planeten vorlas. Venetia schlug spontan den Namen „Pluto“ vor – eine Eingebung, die ihrer damaligen Beschäftigung mit griechischer Mythologie und Astrologie entsprang.
Ihr Großvater schrieb den Vorschlag an den Astronomen Herbert Hall Turner von der Universität Oxford, der ihn noch am selben Tag in die Namensfindungsdiskussion der Royal Astronomical Society trug. Am 1. Mai 1930 wurde der Name offiziell bekanntgegeben.
Später studierte Phair Mathematik an der Universität Cambridge und arbeitete als Lehrerin für Mathematik und Wirtschaft an einer Mädchenschule im Südwesten Londons. 1947 heiratete sie Edward Maxwell Phair, der später Schulleiter des Epsom College wurde.
In der 2006 geführten Debatte um Plutos Planetenstatus äußerte Venetia Phair gegenüber der BBC, dass die Auseinandersetzung ihr in ihrem Alter weitgehend gleichgültig sei, auch wenn sie wohl eher wünsche, dass er ein Planet bliebe.

## Folgebenennungen
Im Jahr 1930 benannte Walt Disney eine neue Figur, einen Hund, der ursprünglich „Rover“ hieß und später Begleiter von Micky Maus und anderen Charakteren aus dem Hause Disney wurde, aufgrund der Entdeckung des Planeten Pluto in Pluto um. Ebenfalls abgeleitet vom Namen des Himmelskörpers wurden der Name des 1941 entdeckten Elements Plutonium und die Bezeichnungen Plutino von 1996 und Plutoid von 2008 für bestimmte transneptunische Objekte.

## Ehrungen
Venetia Phair zu Ehren erhielt 1987 der Asteroid (6235) Burney von seinen Entdeckern Seiji Ueda und Hiroshi Kaneda seinen Namen, ebenso wurde 2006 das Instrument Venetia Burney Student Dust Counter der Raumsonde New Horizons zur Messung von Staubpartikeln nach ihr benannt.